# DM超獣博士DM
『DM超獣博士DM』（デュエル・マスターズ ちょうじゅうはかせ ドクター・メテオ）は、御狐ちひろによるデュエル・マスターズ攻略漫画。『月刊コロコロコミック』（小学館）で2006年10月号から2008年4月号まで連載された。

## 登場人物
Dr.メテオ
本作の主人公。最新弾のカードを診断し、そのカードに必要なものを言う。たまに、何かされると、「殺すぞ!」や「注射で血管に空気をブチ込んでやろうか」など、医者としてあるまじき行為をすることがある。2006年10月号にタメルに脅威の技をした。
麻那 タメル（まな タメル）
この漫画の準主人公的存在。デュエル中級者。小学4年生。
決藤 ツヨシ（けっとう ツヨシ）
いつもタメルとデュエルしている子。デュエル上級者。
ケヅル
デュエルを始めたばかりの子。デュエル初心者。
崎 ランタロウ（ざき ランタロウ）
『デュエル・マスターズ』のザキラに似ており、気迫がある。小学6年生。

### クリーチャー
覇竜凰ドルザバード
タメルの使い方が間違っていたため、体は傷つき、死にそうなほどに体力が消耗していた。2006年10月号に登場。
封魔の戦慄ジュマゾール
仲間が次々と倒れていく姿を見たストレスで胃が痛かっただけ。しかし、診断後には態度が一変した。2006年11月号に登場。
霊騎ラーゼ・ミケランジェ
あまりにも太っている為、敬遠されがちだった。バトルゾーンに出す為、熱血教師や地獄教師（どれもクリーチャーだが）を雇い、ラーゼの体重を減量させた。2006年12月号に登場。
伝説のサンテ・ガト・デ・パコ
2007年1月号に登場。
光彗星アステロイド・マイン
最初、診断を受ける前は気弱い女の子のような性格だったが、診断を受けて、最後のほうで性格が一変する。2007年2月号に登場。
厄介人形ヤップップ
今まで、デュエル・マスターズ界で死者を出してきたが、ファン(「ワラニン」)のお陰で登場時に自分のクリーチャーを1体破壊するというデメリット効果をメリットに変えた。2007年3月号に登場。
超竜バジュラ
3年前に山へ修行に行っていたらしく、2007年4月号に山篭りから帰ってきた。:その時に、低コストで、強い進化元ドラゴンを仲間にしたらしい。3年前は怖い顔つきだったが、今では、優しい顔つきになった。メテオ曰く「強すぎ注意」だという。2007年4月号に登場。
神滅竜騎ガルザークとレインボークリーチャー達
メテオとシュシュがお花見していた時に偶然見たレインボー軍団。その後、ガルザークがメテオを蹴って、メテオは弁当に顔をぶつけた。その後、メテオは怒り出し、先述したように医者としてあるまじき暴言を吐くこととなった（最後にはメテオは「弁当のお返し完了」と最悪な暴言を吐いている）。2007年5月号に登場。
レインボークリーチャー達に必要なものは、「処方箋」らしい。その内容については『月刊コロコロコミック』2007年5月号を参照のこと。